# Jerzy Melcer
Jerzy Melcer est un handballeur polonais né le 10 mars 1949 à Białystok.

## Carrière
Jerzy Melcer obtient une médaille de bronze aux Jeux olympiques d'été de 1976 de Montréal.